# 熊廷權

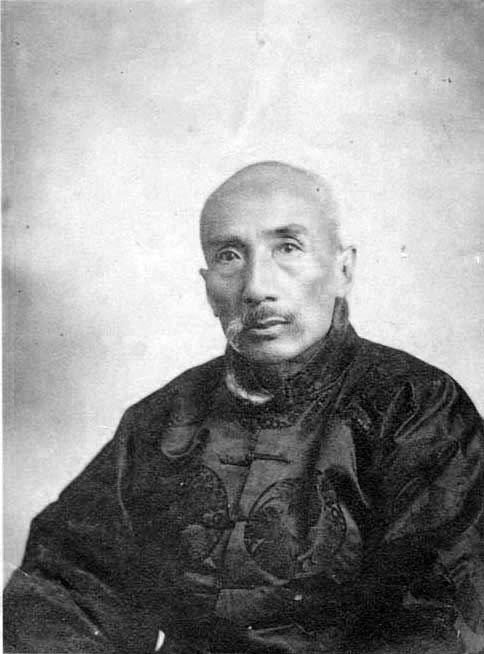

熊廷权（1866年—1941年）字种青，别号雪僧，晚号佚叟，云南昆明人，中华民国政治人物。

## 生平
熊廷权生于清朝同治丙寅年（1866年）。在其6岁和16岁时，父母相继去世。他19岁结婚，27岁中举人，32岁中进士。放任四川高县知县，后调任营山县、富顺县、灌县、彭县知县。在任知县期间，他曾三次获四川总督上奏清廷传旨嘉奖。此后他获保准为直隶州知州，但仍差遣在四川。1905年至1907年间，他奉命赴治外的西藏东部办理粮务，参知军事，任内协同当地驻军平定叛乱。事情平定后，经过整理政务，此地区划归四川省直辖，后来于中华民国初年成为川边特别区。
1911年辛亥革命爆发，蔡锷就任云南都督，任命熊廷权为丽江府知府，命其策应西征军总司令殷承瓛进入西藏绥靖边区。西征结束后，熊廷权到北京觐见大总统袁世凯，获政事堂存记，仍发四川办差。1915年袁世凯称帝，四川都督陈宧出走，熊廷权应四川省各界的邀请，赴昆明见蔡锷。此后他和蔡锷定计，护国军和平开入成都。他应蔡锷之邀，入总督署为蔡锷办理机要。不久，他被派往川边，1916年11月11日兼任川边道道尹。在川边，他任职一年多，因形势不佳乃引退，1917年回到昆明。
1918年，靖国联军统帅唐继尧聘熊廷权为行营参议。熊廷权随唐继尧到四川召开各省代表会议，后随唐继尧回云南，任腾越道道尹兼腾越关监督。任内，他曾经两次赴边境同英属缅甸方面举行会议，与英国方面达成了合办滇缅铁路，开发明光银行等方面的协议，为中国争得权益。但这些协议均因为政局变化而终止。
1921年，熊廷权降任云南省统计局局长。其间，他兼主讲明伦学社。1922年唐继尧自广东返回云南继续执政。唐继尧任命熊廷权为迤南巡宣使，负责肃清云南南部的土匪。1925年云南发生大饥荒，迤东（即云南东部）受灾很严重，熊廷权乃被任命为东防赈务总办。不久，定滇军自四川进入云南，攻占大关进逼昭通。护法军政府任命熊廷权为东防军事善后督办，负责剿抚该军。1927年唐继尧逝世，云南政府改组，熊廷权当选首任省务委员。后来第一军军长龙云就任云南省政府主席，熊廷权见政局已定，乃通电下野。
抗日战争爆发后，日军轰炸昆明，熊廷权避居其长子在昆明西郊车家壁的别墅中，研修佛法，并准备写一部讨论佛教思想与儒家思想关系的著作，但未写成。
1941年仲春，熊廷权病逝，享年76岁。

## 著作
- 《唾玉堂文集》
- 《唾玉堂诗钞》
- 《唾玉堂诗选》
- 《唾玉堂文存》[1]